# Amores
Die Amores des Ovid sind eine Sammlung von 49 Elegien, ursprünglich wohl im Jahre 16 v. Chr. in fünf, später um die Zeitenwende und von Ovid selbst in drei Büchern herausgegeben. Die Amores gelten als ein Hauptwerk der römischen Liebeselegie.

## Aufbau und Zusammenfassung
Das Eröffnungsgedicht der Amores beginnt damit, dass Ovid den Ich-Erzähler (in wohl bewusster Anspielung auf Vergils Aeneis) sagen lässt: „Arma gravi numero violentaque bella parabam“ (‚Waffengänge und grausame Kriege habe ich in Hexametern herausgeben wollen‘), doch da sei plötzlich Amor gekommen, um ihm im nächsten Vers eine Hebung zu rauben, und die neue Form fordere sofort ein anderes Thema. Verspaare von ungleichem Metrum nämlich verlangten nach antiker Theorie Klagelieder. Und weil der Erzähler nicht verliebt war und daher keinen Grund hatte zu klagen, habe der Gott einen Pfeil auf ihn abgeschossen, damit er sich verliebe. Von Anfang an wird das lyrische Ich nicht primär als Liebender, sondern als Dichter präsentiert, der durch göttliche Intervention sich für das Dichten von Liebeselegien entschieden hat.
Die Elegien behandeln verschiedene Situationen, in denen sich die Liebenden finden könnten. Jede Elegie für sich ist inhaltlich abgeschlossen; trotzdem gibt es vereinzelt Referenzen auf vorherige Elegien, sodass man nicht von einer Anthologie sprechen kann. Typische Motive der Liebesdichtung (wie etwa der exclusus amator) kommen mehrmals vor, werden aber nach dem Ordnungsprinzip der variatio abgeändert und in einem gewissen Abstand zueinander gesetzt, um für Abwechslung zu sorgen. Da diese Situationen aus den Werken der älteren Elegiker wie etwa Properz dem Lesepublikum bekannt waren, konnten sie in Ovids Werk, wie Jürgen Paul Schwindt bemerkt, „nur noch im Modus der Ironie und Parodie überzeugen“.
Auffällig ist die hohe Zahl an poetologischen Gedichten, in denen der Erzähler fernab seiner Liebesgeschichten über das Dichten von Liebeselegien an sich spricht. In den erhaltenen drei Büchern beginnt und endet jedes Buch mit einem poetologischen Gedicht. Die poetologischen Elegien ziehen daher einen roten Faden durch die drei Bücher und binden die ansonsten inhaltlich abgeschlossenen Einzelelegien aneinander.
Gegen Ende des Werkes betrauert der Autor in Elegie III.9 den zu früh verstorbenen Tibull und nimmt zugleich Abschied von der Elegie, wobei er noch einmal seine Vorbilder nennt: Catull und Calvus, Gallus und eben Tibull.

## Anzahl der Bücher
Nach der Angabe des Epigramma ipsius, einem Vorgedicht, welches den Büchern vorangestellt ist, bestanden die Amores ursprünglich aus fünf Büchern, die der Dichter später in drei Büchern zusammengekürzt habe. Von manchen Altphilologen wird diese Behauptung als literarische Fiktion angesehen. Niklas Holzberg weist darauf hin, dass von den angeblichen fünf Büchern keine Abschriften überliefert sind. Da Ovids Poetik ganz der Schule von Alexandria und ihrer Forderung nach der ausgefeilten Kleinform, die dem großen Epos vorzuziehen sei, entspricht, hält Holzberg es deshalb für plausibler, dass Ovid für sein Erstlingswerk die Fiktion einer „zweiten, gekürzten (und damit verbesserten!) Auflage“ schaffen wollte.

## Lyrisches Ich und Corinna
In den Amores schildert durchgehend ein lyrisches Ich seine wechselvollen Liebesbeziehungen. Mit dem Dichter Ovid scheint es im Wesentlichen identisch zu sein: In der Elegie II.1 bezeichnet es sich selbst mit Naso, dem Cognomen Ovids, und gibt den gleichen Geburtsort an. Ovids Amores sind aber kein autobiografisches, sondern vielmehr ein verspielt programmatisches Werk zur römischen Liebeselegie insgesamt. Das dichterische Ziel ist nicht die Wiedergabe des eigenen Lebens, sondern das beispielhafte Darstellen von Situationen zweier Liebenden. In derselben Elegie II.1 sagt das lyrische Ich zu seinem dichterischen Ziel: „Lesen soll mich das Mädchen, das, sieht's den Verlobten, nicht kalt bleibt, / Und der Knabe, den Lust anrührt, von der er nichts weiß.“
Das lyrische Ich tritt als Dichter auf, der liebt. Zusammen mit dem Vorgedicht und den poetologischen Elegien wird deutlich, dass es sich nicht nur als liebender Dichter, sondern auch als sein eigener Herausgeber und Literaturkritiker präsentiert. Ein wiederkehrendes Thema in den poetologischen Gedichten ist, dass er eigentlich Epen dichten wollte, doch durch Amors Einfluss sich stattdessen der Liebesdichtung widmete. In diesem Selbstverständnis bezeichnet es sich in den Amores durchgehend als lateinisch vates, als einen „gottbegeisterte[n], prophetische[n] Dichter“.
Während beim lyrischen Ich eindeutige autobiografische Verweise zu erkennen sind, ist es bei der Angebetenen schwierig, verlässliche Aussagen zu treffen. In den meisten Gedichten wird sie schlicht als puella bezeichnet. Erst in Elegie I.5 wird ihr Name Corinna genannt. Da fast jede Elegie aber eine in sich geschlossene Handlung erzählt, kann man nicht mit Sicherheit sagen, ob es sich in jeder Elegie bei puella um die gleiche Corinna handelt. Aus dem Kontext der verschiedenen Elegien kann man sogar sicher sagen, dass das lyrische Ich elegienuntypisch mit mehreren Frauen Affären pflegte. Somit wird die puella als austauschbares Lust- und Dichtungsobjekt behandelt, die von sich aus wenig handelt und wenig Persönlichkeit zeigt, sodass jeder Leser sich seine eigene hineindenken kann. In der Forschung ist die Meinung verbreitet, dass Corinna keine reale Person, sondern eine imaginäre Figur war.

## Ausgaben, Übersetzungen und Kommentare
- Paul Brandt: P. Ovidi Nasonis Amorum libri tres. Text und Kommentar. Dieterich’sche Verlagsbuchhandlung, Leipzig 1911.
- J. C. McKeown: Ovid Amores, Text, Prolegomena and Commentary in four volumes, Volume II: A Commentary on Book One. Francis Cairns, Leeds 1989.
- Ovid: The Love Poems. Translated by A. D. Melville, With an Introduction and Notes by E. J. Kenney. Oxford Univ. Press, Oxford 1990. [Englische Übersetzung mit Anmerkungen]
- Ovid: The second book of Amores. Edited with Translation and commentary by Joan Booth. Aris & Phillips, Warminster 1991.
- Edward J. Kenney: P. Ovidi Nasonis Amores. Medicamini faciei femineae. Ars amatoria. Remedia amoris. Oxford Univ. Press, Oxford 1995 (Oxford Classical Texts). [Textkritische Ausgabe]
- J. C. McKeown: Ovid: Amores, Text, Prolegomena and Commentary in four volumes, Volume III: A Commentary on Book Two. Francis Cairns, Leeds 1998.
- Publius Ovidius Naso: Liebesgedichte. Lateinisch-deutsch. Hrsg. und übersetzt von Niklas Holzberg. Artemis & Winkler, Düsseldorf 1999 (Sammlung Tusculum), ISBN 3-7608-1715-7.
- Antonio Ramírez de Verger: P. Ovidius Naso, Carmina amatoria: Amores, Medicamina faciei femineae, Ars amatoria, Remedia amoris. K. G. Saur Verlag, München und Leipzig 2003 (Bibliotheca Teubneriana). [Textkritische Ausgabe]
- Publius Ovidius Naso: Amores/Liebesgedichte. Lateinisch/Deutsch. Übersetzt und hrsg. von Michael von Albrecht. Reclam, Stuttgart 1997 bzw. 2010 (bibliographisch ergänzte Ausgabe), ISBN 978-3-15-001361-8.
- Maureen B. Ryan: Ovid’s Amores, Book one. A commentary. University of Oklahoma Press, Norman 2011.